# Acanthodelta sordida
Acanthodelta sordida är en fjärilsart som beskrevs av Walker 1865. Acanthodelta sordida ingår i släktet Acanthodelta och familjen nattflyn. Inga underarter finns listade i Catalogue of Life.